# Mostafa Meshaal
Mostafa Tarek Meshaal (arabisch مصطفى طارق مشعل, DMG Muṣṭafā Ṭāriq Mašʿal; * 28. März 2001) ist ein katarischer Fußballspieler.

## Karriere

### Verein
Zur Saison 2019/20 wechselte er von deren Reserve-Mannschaft fest in den Kader der ersten Mannschaft von al-Sadd. Hier hatte er sein Debüt am 23. Dezember 2019 bei einem 5:1-Sieg über al-Gharafa, wo er in der 85. Minute für Nam Tae-hee eingewechselt wurde. Ein paar Spieltage später bekam er dann noch ein weiteres Mal kurz vor Spielende eine Einwechslung. In der Folgesaison folgte danach nur ein einziger weiterer Einsatz. In der Spielzeit 2021/22 sammelte er anschließend zumindest sechs Partien, in denen er Spielzeit bekam. So gewann er zusammen mit seiner Mannschaft bislang zwei Mal die Meisterschaft und einmal den Emir of Qatar Cup.

### Nationalmannschaft
Er stand bereits im Jahr 2021 für die katarische U23-Nationalmannschaft im Kader bei deren Spieltagen, hier wurde er in mehreren Freundschaftsspielen eingesetzt und war auch Teil der Mannschaft bei der U23-Asienmeisterschaft 2022.
Bei der A-Nationalmannschaft wurde er erstmals bei einem 1:1-Freundschaftsspiel gegen Jamaika am 26. August 2022 eingesetzt, wo er zur 85. Minute für Abdulaziz Hatem eingewechselt wurde. Im November 2022 wurde er für den Kader des Teams bei der Endrunde der Weltmeisterschaft 2022 nominiert.